# Raquel Olmedo
Siomara Anicia Orama Leal znana jako Raquel Olmedo (ur. 30 grudnia 1937 w Caibarién) – meksykańska aktorka i piosenkarka pochodzenia kubańskiego.

## Wybrana filmografia
- 1997: Esmeralda jako Dominga
- 2009: Morze miłości jako Luz Garabán
- 2012: Otchłań namiętności jako Ramona Gonzales
- 2014: La Malquerida jako Rosa Molina
- 2015: Pasión y poder jako Gisela Fuentes

## Nagrody

### Premios TVyNovelas
| Rok  | Kategoria                         | Telenowela          | Wynik     |
| ---- | --------------------------------- | ------------------- | --------- |
| 2013 | Najlepsza aktorka drugoplanowa    | Otchłań namiętności | Wygrana   |
| 2013 | Najlepsza aktorka pierwszoplanowa | Otchłań namiętności | Nominacja |
| 2006 | Najlepsza aktorka pierwszoplanowa | Piel de otoño       | Nominacja |
| 1998 | Najlepsza aktorka pierwszoplanowa | Esmeralda           | Nominacja |

### Premios Califa de Oro
| Rok  | Kategoria         | Telenowela      | Wynik   |
| ---- | ----------------- | --------------- | ------- |
| 2006 | Wybitne wykonanie | Barrera de amor | Wygrana |

### Premios Bravo
| Rok  | Kategoria                         | Telenowela     | Wynik   |
| ---- | --------------------------------- | -------------- | ------- |
| 2016 | Najlepsza aktorka pierwszoplanowa | Pasión y poder | Wygrana |